# Nidularium billbergioides
Espèce
Classification APG II (2003)
Synonymes
- Aechmea billbergioides (Schult. & Schult.f.) Baker
- Canistropsis billbergioides (Schult. & Schult.f.) Leme
- Canistropsis billbergioides f. azurea (E.Pereira & Leme) Leme
- Hohenbergia billbergioides Schult. & Schult.f.
- Hohenbergia terminalis (Vell.) Beer
- Nidularium billbergioides f. azureum E.Pereira & Leme
- Nidularium billbergioides var. citrinum (Burch. ex Baker) Reitz
- Nidularium bracteatum Mez
- Nidularium citrinum (Burch. ex Baker) Mez [Illegitimate]
- Nidularium parviflorum Lindm.
- Tillandsia citrina Burch. ex Baker
- Tillandsia terminalis Vell.

Nidularium billbergioides est une espèce de plantes à fleurs de la famille des Bromeliaceae, endémique du Brésil.

## Synonymes
- Aechmea billbergioides (Schult. & Schult.f.) Baker[2] ;
- Canistropsis billbergioides (Schult. & Schult.f.) Leme[2] ;
- Canistropsis billbergioides f. azurea (E.Pereira & Leme) Leme[2] ;
- Hohenbergia billbergioides Schult. & Schult.f.[2] ;
- Hohenbergia terminalis (Vell.) Beer[2] ;
- Nidularium billbergioides f. azureum E.Pereira & Leme[2] ;
- Nidularium billbergioides var. citrinum (Burch. ex Baker) Reitz[2] ;
- Nidularium bracteatum Mez[2] ;
- Nidularium citrinum (Burch. ex Baker) Mez [Illegitimate][2] ;
- Nidularium parviflorum Lindm.[2] ;
- Tillandsia citrina Burch. ex Baker[2] ;
- Tillandsia terminalis Vell.[2].

## Distribution
L'espèce est endémique du Brésil et se rencontre dans les États côtiers, de celui de Bahia à celui de Santa Catarina.

## Description
L'espèce est épiphyte.